# Gertrude Ederle
Gertrude Caroline Ederle (n. 23 octombrie 1905, New York City, New York, SUA – d. 30 noiembrie 2003, Wyckoff, New Jersey, SUA) a fost o înotătoare americană de performanță, campioană olimpică și deținătoare a recordurilor mondiale în cinci probe. La 6 august 1926, a devenit prima femeie care a traversat înot Canalul Mânecii⁠(d). Presa o numea adesea „Regina Valurilor”.

## Cariera de amator
Ederle a crescut în Manhattan, unde tatăl său avea o măcelărie pe Amsterdam Avenue și a învățat să înoate în Highlands, New Jersey. Mai târziu, Ederle s-a antrenat la Asociația de Înot pentru Femei (WSA). Ea s-a alăturat clubului la vârsta de doar doisprezece ani și a învățat imediat stilul de înot crawl, dezvoltat la WSA de Louis Handley. În același an, a stabilit primul său record mondial la proba de 880 de yarzi liber, devenind cea mai tânără deținătoare a unui record mondial în înot. A stabilit încă opt recorduri mondiale după aceea, șapte dintre ele în 1922 la Brighton Beach. În total, Ederle a deținut 29 de recorduri naționale și mondiale ale Statelor Unite între 1921 și 1925.
La Jocurile Olimpice de vară din 1924 de la Paris, Ederle a câștigat o medalie de aur ca membră a echipei SUA care a ocupat primul loc în proba de ștafetă 4×100 de metri liber. Împreună cu colegele sale de echipă, Euphrasia Donnelly, Ethel Lackie și Mariechen Wehselau, a stabilit un nou record mondial în finala probei, cu un timp de 4:58.8. Individual, a obținut medalii de bronz pentru locul al treilea în probele de 100 de metri și 400 de metri liber feminin.

## Cariera profesională

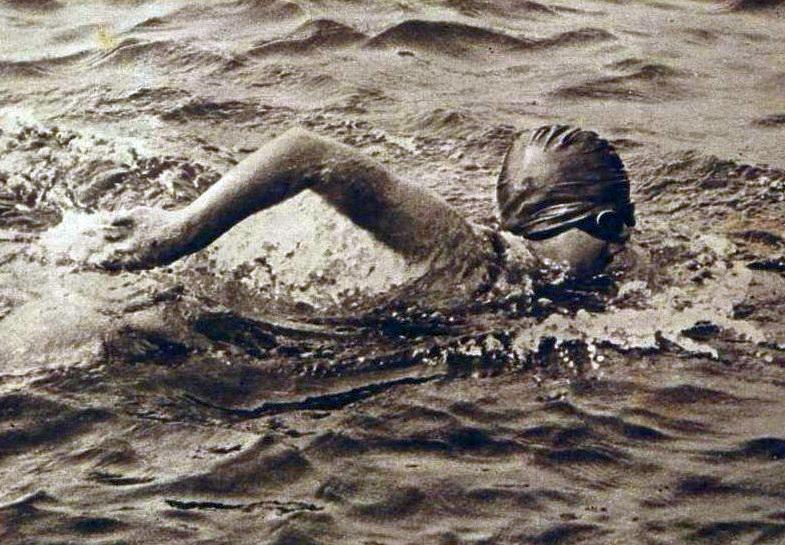
Gertruda traversează Canalul Mânecii

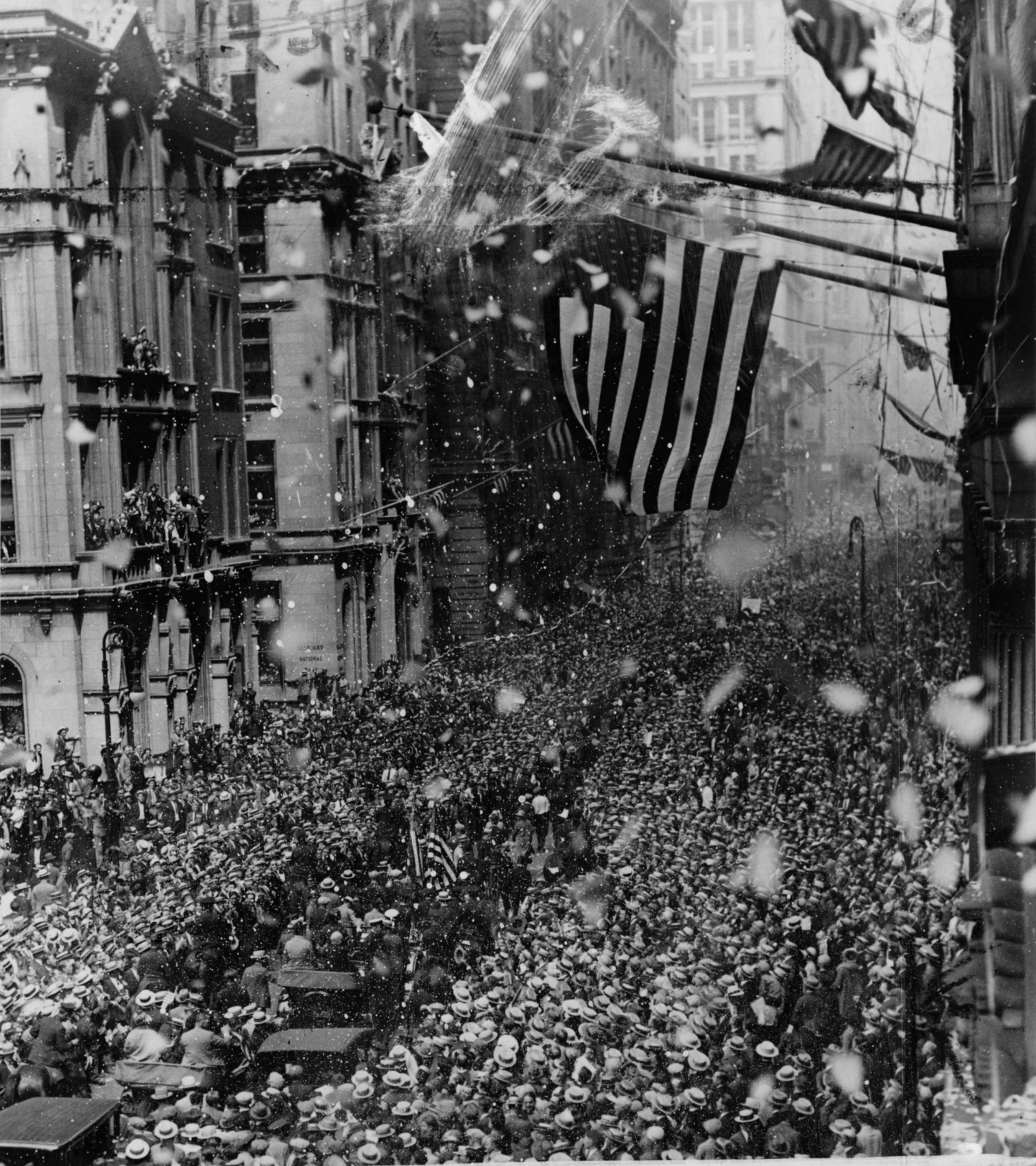
Paradă in cinstea Ederle de-a lungul Canyon of Heroes, 1926

În 1925, Ederle a devenit profesionistă. În același an, ea a înotat 35 de kilometri de la Battery Park la Sandy Hook în 7 ore și 11 minute, un timp record care a rezistat 81 de ani înainte de a fi doborât de înotătoarea australiană Tammy van Wisse.

### Traversarea Canalului Mânecii
În 1925, Asociația de Înot pentru Femei a sponsorizat-o pe Helen Wainwright și pe Ederle pentru o încercare de a traversa Canalul Mânecii înot. Helen Wainwright s-a retras din cauza unei accidentări, așa că Ederle a decis să meargă în Franța singură. S-a antrenat cu Jabez Wolffe, un înotător care încercase de 22 de ori să traverseze Canalul Mânecii. La 18 august 1925, Ederle a făcut prima ei încercare de a traversa Canalul, dar a fost descalificată când Wolffe a ordonat unui alt înotător (care îi ținea companie în apă), Ishak Helmy, să o scoată din apă. Ea a fost profund nemulțumită de decizia lui Wolffe, speculându-se că acesta nu dorea ca Ederle să reușească.

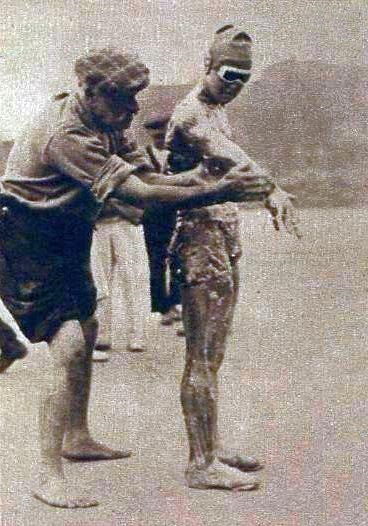
Gertruda Ederle cu antrenorul ei, Bill Burgess

S-a întors la New York și a început să se antreneze cu antrenorul Bill Burgess, care traversase cu succes Canalul în 1911. Ederle a primit și un contract de la New York Daily News și Chicago Tribune, care îi acoperea cheltuielile și i-au oferit un salariu modest. Aproximativ un an după prima încercare, a reușit să traverseze Canalul. A început la Cape Gris-Nez în Franța la ora 07:08, pe 6 august 1926, și a ajuns la mal la Kingsdown, Kent, 14 ore și 34 de minute mai târziu. Prima persoană care a întâmpinat-o a fost un ofițer britanic de imigrare care i-a cerut pașaportul. Recordul ei a rezistat până când Florence Chadwick a traversat Canalul în 1950 în 13 ore și 23 de minute.
Înainte de Ederle, doar cinci bărbați reușiseră să traverseze înot Canalul Mânecii, cel mai bun timp fiind de 16 ore și 33 de minute, realizat de Enrique Tirabocchi.
Când Ederle s-a întors acasă, a fost întâmpinată cu o paradă cu benzi de hârtie în Manhattan, la care au participat peste două milioane de oameni de-a lungul traseului paradei.

## Moartea

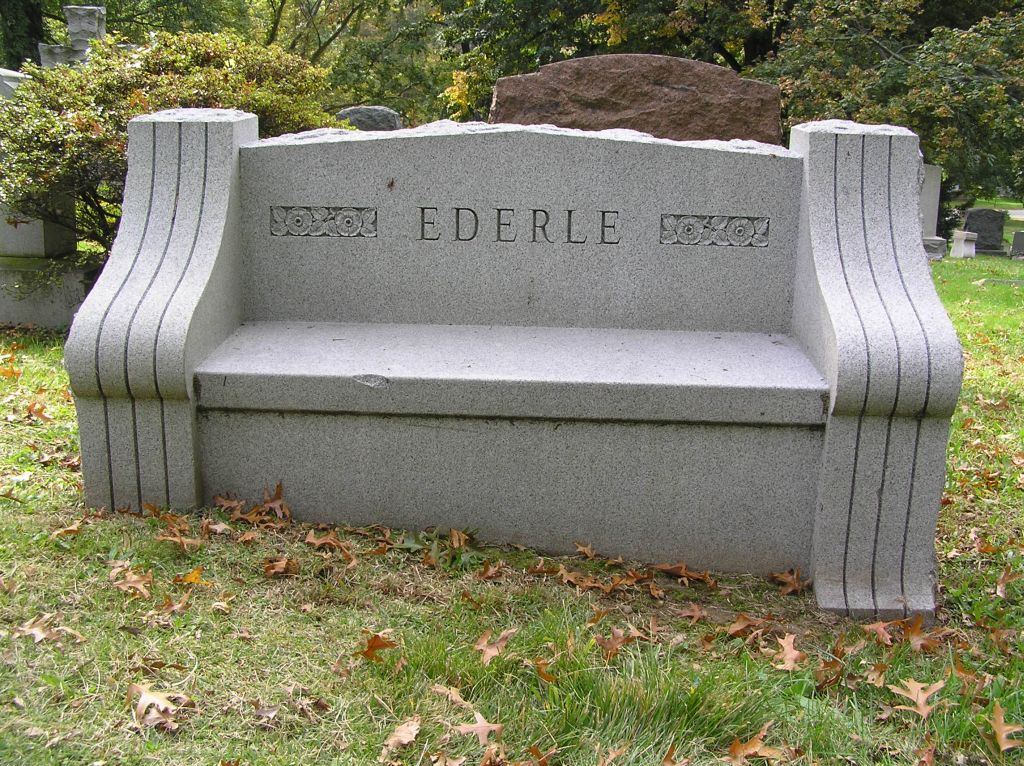
Mormântul lui Gertrude Ederle

Ederle avea probleme de auz încă din copilărie din cauza rujeolei, iar până în anii 1940 era aproape complet surdă. Pe lângă timpul petrecut în vaudeville, ea a predat înotul copiilor surzi. Nu s-a căsătorit niciodată și în 2001 locuia într-un azil de bătrâni. A murit pe 30 noiembrie 2003, în Wyckoff, New Jersey, la vârsta de 98 de ani. A fost înmormântată în Cimitirul Woodlawn din Bronx, New York City.

## Moștenire
Ederle a fost inclusă în International Swimming Hall of Fame ca „Honor Swimmer” în 1965. A fost inclusă în National Women's Hall of Fame în 2003.
Un înot anual de la Battery Park din New York City la Sandy Hook, New Jersey, poartă numele de Ederle Swim în memoria lui Gertrude Ederle și urmează traseul pe care l-a înotat ea.

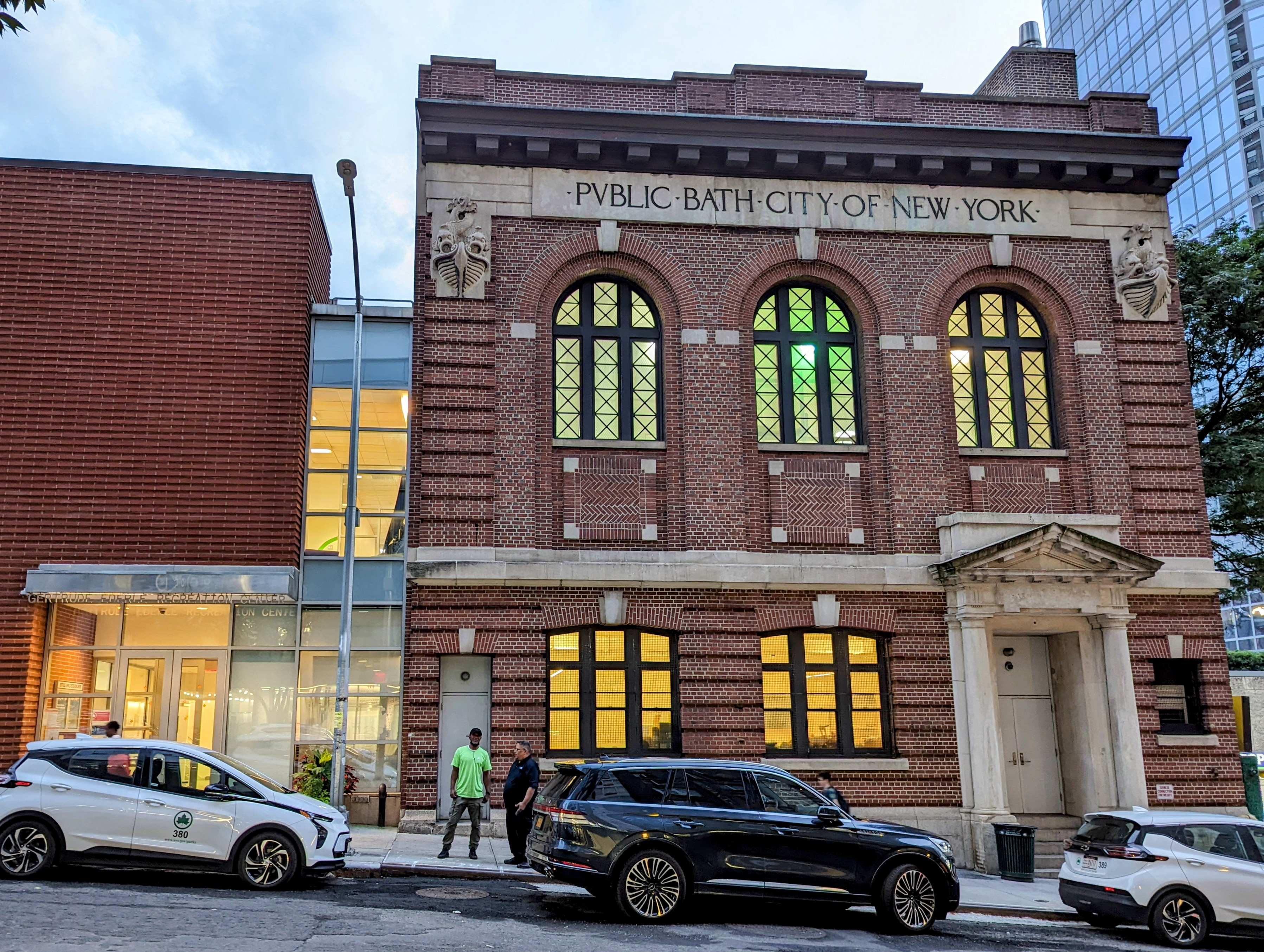
The Gertrude Ederle Recreation Center on 60th Street

Centrul de Recreere Gertrude Ederle, deschis în 2013 și situat în Upper West Side din Manhattan, a fost numit în onoarea lui Ederle și include o piscină interioară.
O piesă de radio de la BBC Radio 4, The Great Swim, scrisă de Anita Sullivan și bazată pe cartea cu același nume de Gavin Mortimer, a fost difuzată pentru prima dată pe 1 septembrie 2010 și reluată pe 23 ianuarie 2012. Piesa dramatizează traversarea recordului de către Ederle a Canalului Mânecii.
Un film biografic, Young Woman and the Sea, bazat pe cartea cu același nume de Glenn Stout, a fost produs de Walt Disney Pictures și Jerry Bruckheimer, regizat de Joachim Rønning și având-o pe Daisy Ridley în rolul lui Ederle. Filmul a fost lansat pe 31 mai 2024.